# Villa Minozzo
Villa Minozzo is een gemeente in de Italiaanse provincie Reggio Emilia (regio Emilia-Romagna) en telt 4101 inwoners (31-12-2004). De oppervlakte bedraagt 167,9 km², de bevolkingsdichtheid is 25 inwoners per km².

## Demografie
Villa Minozzo telt ongeveer 2080 huishoudens. Het aantal inwoners steeg in de periode 1991-2001 met 2,1% volgens cijfers uit de tienjaarlijkse volkstellingen van ISTAT.
| Jaar | Inwoneraantal |
| ---- | ------------- |
| 1991 | 4063          |
| 2001 | 4147          |

## Geografie
Villa Minozzo grenst aan de gemeenten Carpineti, Castelnovo né Monti, Castiglione di Garfagnana (LU), Frassinoro (MO), Montefiorino (MO), Sillano (LU), Toano, Ventasso en Villa Collemandina (LU).
Albinea · Bagnolo in Piano · Baiso · Bibbiano · Boretto · Brescello · Busana · Cadelbosco di Sopra · Campagnola Emilia · Campegine · Canossa · Carpineti · Casalgrande · Casina · Castellarano · Castelnovo di Sotto · Castelnovo ne' Monti · Cavriago · Collagna · Correggio · Fabbrico · Gattatico · Gualtieri · Guastalla · Ligonchio · Luzzara · Montecchio Emilia · Novellara · Poviglio · Quattro Castella · Ramiseto · Reggio Emilia  · Reggiolo · Rio Saliceto · Rolo · Rubiera · San Martino in Rio · San Polo d'Enza · Sant'Ilario d'Enza · Scandiano · Toano · Ventasso · Vetto · Vezzano sul Crostolo · Viano · Villa Minozzo
- MusicBrainz: a117c54b-4683-43b3-99be-e4f8be970dcf
- Virtual International Authority File: 245271531
- WorldCat: E39PCjrQrhKvfC9DMKWyHWDbYd

1. ↑  https://demo.istat.it/?l=it.